# Sơn Dương, Tuyên Quang
Sơn Dương là một xã thuộc tỉnh Tuyên Quang, Việt Nam.

## Địa lý
Xã Sơn Dương có vị trí địa lý:
- Phía bắc giáp các xã Thái Bình và Minh Thanh
- Phía đông giáp xã Phú Xuyên của tỉnh Thái Nguyên
- Phía nam giáp xã Tân Thanh
- Phía tây giáp các xã Đông Thọ và Bình Ca.

Xã Sơn Dương có diện tích 123,17 km², dân số năm 2025 là 41.954 người, mật độ dân số đạt 341 người/km².
Xã Sơn Dương nằm ở đôi bờ sông Phó Đáy, có suối Tư Trầm và ngòi Đất Cao chảy qua. Tuyến quốc lộ 37 và tuyến quốc lộ 2C chạy qua địa bàn xã.

## Hành chính
Xã Sơn Dương được chia thành 25 thôn: Tân Thịnh, Đăng Châu, Quyết Tiến, An Kỳ, Cơ Quan, Tân Bắc, Đoàn Kết, Tân Phú, Măng Ngọt, Thịnh Tiến, Bắc Trung, Bắc Lũng, Tân Phúc, Bắc Hoàng, Xây Dựng, Đồng Tiến, Tân Kỳ, Quyết Thắng, Làng Cả, Kỳ Lâm, Tân An, Hồ Tiêu, Tân Tiến, Thượng Châu, An Đinh.